# Casa Prats
La Casa Prats és una obra modernista de Sabadell (Vallès Occidental) protegida com a Bé Cultural d'Interès Local.

## Descripció
Habitatge unifamiliar modernista, format per planta baixa, pis i golfes. Els materials utilitzats a la façana són la pedra al sòcol, la ceràmica de plaquetes imitant el maó vist per a la planta baixa i per als dintells de les obertures, l'estuc al pis i golfes, maó vist a la cornisa i ceràmica de coronament. És apreciable el treball de forja de les baranes i del terrat.